# Conférence du G7 sur la Société de l'Information
À l'invitation de la Commission européenne, une Conférence (ministérielle) de la société de l'information du G-7 s'est tenue les 25 et 26 février 1995 à Bruxelles en Belgique. Elle a porté sur : 
- le cadre réglementaire et la politique de concurrence;
- la mise en œuvre des infrastructures de l'information et la possibilité pour les citoyens d'y avoir accès, conjointement avec l'élaboration d'applications;
- les aspects social, sociétal et culturel de la société de l'information.

Huit principes de base ont été identifiés comme principes de développement de la société globale d'information : 
1. la promotion d'une concurrence juste;
2. la stimulation de l'investissement privé;
3. la définition d'un cadre réglementaire adaptable;
4. la fourniture d'un accès ouvert aux réseaux;
5. la garantie de la prestation universelle de services et de leur accès;
6. la promotion de l'égalité des possibilités pour les citoyens;
7. la promotion de la diversité du contenu, y compris de la diversité culturelle et linguistique;
8. la reconnaissance de la nécessité d'une coopération mondiale, en portant particulièrement attention aux pays les moins développés.

La Conférence a identifié 11 thèmes pour lesquels pourraient être menés des projets pilotes destinés à démontrer les potentialités de la société de l'information : 
1. inventaire global;
2. interopérabilité globale des réseaux à larges bandes;
3. éducation multiculturelle et formation;
4. bibliothèques électroniques;
5. musées et galeries électroniques;
6. gestion de l'environnement et des ressources naturelles;
7. gestion globale des situations critiques;
8. gestion globale des services médicaux;
9. gouvernements en direct;
10. marché global pour les activités en cours et planifiées des petites et moyennes entreprises (PME) du secteur du commerce électronique;
11. systèmes d'information maritime.